# Kaiser der Ming-Dynastie
| Persönlicher Name    | Postumer Name (Kurzform) | Tempelname                     | Herrschaftsname                                     | Regierungsjahre       | Traditionell bekannter Name |
| -------------------- | ------------------------ | ------------------------------ | --------------------------------------------------- | --------------------- | --------------------------- |
| Zhu Yuanzhang 朱元璋 | Gaodi 高帝               | Taizu 太祖                     | Hongwu 洪武                                         | 1368–1398             | Hongwu                      |
| Zhu Yunwen 朱允炆    | Huidi 惠帝               | -- 2                           | Jianwen 建文                                        | 1398–1402             | Jianwen                     |
| Zhu Di 朱棣          | Wendi 文帝               | Chengzu, 成祖 or Taizong, 太宗 | Yongle 永樂                                         | 1402–1424             | Yongle                      |
| Zhu Gaochi 朱高熾    | Zhaodi 昭帝              | Renzong 仁宗                   | Hongxi 洪熙                                         | 1424–1425             | Hongxi                      |
| Zhu Zhanji 朱瞻基    | Zhangdi 章帝             | Xuanzong 宣宗                  | Xuande 宣德                                         | 1425–1435             | Xuande                      |
| Zhu Qizhen 朱祁鎮    | Ruidi 睿帝               | Yingzong 英宗                  | Zhengtong, 正統 1436–1449; Tianshun, 天順 1457–1464 | 1435–1449; 1457–14643 | Zhengtong                   |
| Zhu Qiyu 朱祁鈺      | Jingdi 景帝              | Daizong 代宗                   | Jingtai 景泰                                        | 1449–1457             | Jingtai                     |
| Zhu Jianshen 朱見深  | Chundi 純帝              | Xianzong 憲宗                  | Chenghua 成化                                       | 1464–1487             | Chenghua                    |
| Zhu Youtang 朱祐樘   | Jingdi 敬帝              | Xiaozong 孝宗                  | Hongzhi 弘治                                        | 1487–1505             | Hongzhi                     |
| Zhu Houzhao 朱厚照   | Yidi 毅帝                | Wuzong 武宗                    | Zhengde 正德                                        | 1505–1521             | Zhengde                     |
| Zhu Houcong 朱厚熜   | Sudi 肅帝                | Shizong 世宗                   | Jiajing 嘉靖                                        | 1521–1566             | Jiajing                     |
| Zhu Zaiji 朱載坖     | Zhuangdi 莊帝            | Muzong 穆宗                    | Longqing 隆慶                                       | 1566–1572             | Longqing                    |
| Zhu Yijun 朱翊鈞     | Xiandi 顯帝              | Shenzong 神宗                  | Wanli 萬曆                                          | 1572–1620             | Wanli                       |
| Zhu Changluo 朱常洛  | Zhengdi 貞帝             | Guangzong 光宗                 | Taichang 泰昌                                       | 1620                  | Taichang                    |
| Zhu Youjiao 朱由校   | Zhedi 悊帝               | Xizong 熹宗                    | Tianqi 天啟                                         | 1620–1627             | Tianqi                      |
| Zhu Youjian 朱由檢   | Zhuangliemin 莊烈愍      | Sizong 思宗                    | Chongzhen 崇禎                                      | 1627–1644             | Chongzhen                   |

## Kaiser der Südlichen Ming-Dynastie
| Persönlicher Name    | Tempelname    | Herrschaftsname                                                                             | Regierungszeit | Traditionell bekannter Name |
| -------------------- | ------------- | ------------------------------------------------------------------------------------------- | -------------- | --------------------------- |
| Zhu Yousong 朱由崧   | Anzong 安宗   | Hongguang 弘光                                                                              | 1644–1645      | Prinz von Fu 福王           |
| Zhu Yujian 朱聿鍵    | Shenzong 紹宗 | Longwu 隆武                                                                                 | 1645–1646      | Prinz von Tang 唐王         |
| Zhu Changfang 朱常淓 | --            | -- , manchmal als Regentschaft des Prinzen von Lu (Luh) bezeichnet 潞王臨國 Lù Wáng Lín Guó | 1645           | Prinz von Lu (Luh*) 潞王    |
| Zhu Yihai 朱以海     | --            | -- , manchmal als Regentschaft des Prinzen von Lu (Lou) bezeichnet 魯王臨國                 | 1645–1653      | Prinz von Lu (Lou*) 魯王    |
| Zhu Yuyue 朱聿[金粵] | --            | Shaowu 紹武                                                                                 | 1646           | Prinz von Tang 唐王         |
| Zhu Youlang 朱由榔   | --            | Yongli 永曆                                                                                 | 1646–1662      | Prinz von Gui 桂王          |